# Klub Piłki Siatkowej Skra Bełchatów 2019-2020
Questa voce raccoglie le informazioni riguardanti il Klub Piłki Siatkowej Skra Bełchatów nelle competizioni ufficiali della stagione 2019-2020.

## Organigramma societario
Area direttiva
- Presidente: Konrad Piechocki

Area tecnica
- Allenatore: Michał Mieszko Gogol
- Allenatore in seconda: Radosław Kolanek

## Rosa
| N° | Nome                   | Ruolo | Data di nascita  | Nazionalità sportiva |
| -- | ---------------------- | ----- | ---------------- | -------------------- |
| 1  | Kamil Droszyński       | P     | 28 gennaio 1997  | Polonia              |
| 2  | Mariusz Wlazły         | O     | 4 agosto 1983    | Polonia              |
| 6  | Karol Kłos             | C     | 8 agosto 1989    | Polonia              |
| 7  | Jakub Kochanowski      | C     | 17 luglio 1997   | Polonia              |
| 8  | Milan Katić            | S     | 22 ottobre 1993  | Serbia               |
| 11 | Milad Ebadipour        | S     | 17 ottobre 1993  | Iran                 |
| 12 | Artur Szalpuk          | S     | 20 marzo 1995    | Polonia              |
| 15 | Grzegorz Łomacz        | P     | 1º ottobre 1987  | Polonia              |
| 16 | Kacper Piechocki       | L     | 17 dicembre 1995 | Polonia              |
| 17 | Piotr Orczyk           | S     | 19 marzo 1993    | Polonia              |
| 18 | Robert Milczarek       | L     | 28 novembre 1983 | Polonia              |
| 21 | Dušan Petković         | O     | 27 gennaio 1992  | Serbia               |
| 22 | Dawid Filipek          | P     | 21 febbraio 2001 | Polonia              |
| 23 | Aleksander Antosiewicz | C     | 13 febbraio 2001 | Polonia              |
| 99 | Norbert Huber          | C     | 14 agosto 1998   | Polonia              |